# تئودلیندا
تئودلیندا (انگلیسی: Theodelinda; ۱ ژانویهٔ ۰۵۷۰ – ۲۲ ژانویهٔ ۰۶۲۷) ملکه لمباردها بود او همچنین به تئودلیندا معروف بود، او با ازدواج با دو حاکمان پی در پی لومباردها، اداری و سپس آگیلولف، ملکه لومباردی بود. بدین شکل بیش از سی سال دوران وی طول کشید، وی تأثیر زیادی بر لومباردها، که بیشتر ایتالیا بین آپنین‌ها و کوه‌های آلپ را تشکیل می‌داند، داشت. او که یک کاتولیک بود، همسر اول اداری را متقاعد کرد که از عقاید بت‌پرستی به مسیحیت بگرود.

## زندگی
او دختر دوک  گریبدال اول از بایرن و والدرادا بود او کاتولیک متعصبی بود و دیرهای بسیاری ساخته و وقف کلیسا نمود در مجموع بیش از سی سال ملکه لمباردها بود در داخل «خانه گنج» که کلیسای جامع مونزا که از موقافات وی است، مجسمه ای با شکوه و از یک مرغ و جوجه‌هایش که از نقره طلاکاری شده ساخته شده‌است پیدا شده‌است، که احتمالاً هدیه دیگری از پاپ گرگوری به کلیسای وی بوده‌است